# Human Bloom Tour 2017
Human Bloom Tour 2017 foi a turnê nacional da banda de rock japonesa RADWIMPS para a promoção dos álbuns Ningen Kaika e Kimi no Na wa. (Your Name.). Iniciada no dia 25 de fevereiro de 2017 em Fukuoka, a turnê aconteceu durante todo o restante do inverno e o inicio da primavera japonesa, se encerrando no dia 10 de maio em Tóquio com um show no lendário Nippon Budōkan.
É tida como umas das principais turnês da história da banda, principalmente devido ao grande sucesso de bilheteria em todo o mundo que foi o filme Kimi no Na wa., do premiado autor japonês Makoto Shinkai, cuja toda a sua trilha sonora foi criada pela RADWIMPS. Todo esse sucesso acabou dando origem a um álbum de vídeo, RADWIMPS Human Bloom Tour 2017, que continha também do primeiro álbum ao vivo da banda, lançados em 18 de outubro de 2017.

## A Turnê
Human Bloom Tour contou com 21 apresentações em 12 cidades japonesas: Fukuoka, Matsuyama, Yokohama, Osaka, Sapporo, Rifu, Nagoia, Hiroshima, Echizen, Kobe, Saitama e Tóquio.

## Datas das apresentações
| Data                    | Provincia | País  | Local                    |
| ----------------------- | --------- | ----- | ------------------------ |
| 25 de fevereiro de 2017 | Fukuoka   | Japão | Marine Messe Fukuoka     |
| 26 de fevereiro de 2017 | Fukuoka   | Japão | Marine Messe Fukuoka     |
| 2 de março de 2017      | Ehime     | Japão | Ehime-ken Budōkan        |
| 7 de março de 2017      | Kanagawa  | Japão | Yokohama Arena           |
| 8 de março de 2017      | Kanagawa  | Japão | Yokohama Arena           |
| 11 de março de 2017     | Osaka     | Japão | Osaka Castle Hall        |
| 12 de março de 2017     | Osaka     | Japão | Osaka Castle Hall        |
| 18 de março de 2017     | Hokkaido  | Japão | Hokkai Kitaeru           |
| 25 de março de 2017     | Miyagi    | Japão | Sekisui Heim Super Arena |
| 26 de março de 2017     | Miyagi    | Japão | Sekisui Heim Super Arena |
| 1 de abril de 2017      | Aichi     | Japão | Nippon Gaishi Hall       |
| 2 de abril de 2017      | Aichi     | Japão | Nippon Gaishi Hall       |
| 8 de abril de 2017      | Hiroshima | Japão | Hiroshima Green Arena    |
| 9 de abril de 2017      | Hiroshima | Japão | Hiroshima Green Arena    |
| 15 de abril de 2017     | Fukui     | Japão | Sun Dome Fukui           |
| 22 de abril de 2017     | Hyogo     | Japão | Kobe World Memorial Hall |
| 23 de abril de 2017     | Hyogo     | Japão | Kobe World Memorial Hall |
| 29 de abril de 2017     | Saitama   | Japão | Saitama Super Arena      |
| 30 de abril de 2017     | Saitama   | Japão | Saitama Super Arena      |
| 9 de maio de 2017       | Tóquio    | Japão | Nippon Budōkan           |
| 10 de maio de 2017      | Tóquio    | Japão | Nippon Budōkan           |

## A banda
- Yojiro Noda – vocal, guitarra, violão, piano, teclado
- Akira Kuwahara – guitarra, backing vocal, sintetizador
- Yusuke Takeda – baixo, backing vocal, sintetizador
- Satoshi Yamaguchi – bateria
- Mizuki Mori – bateria
- Toshiki Hata – bateria, marimba

Nota
- Satoshi Yamaguchi está em hiato desde 2015, porém ainda é creditado como o baterista da banda.

## Repertório da turnê
Ao longo de toda a turnê, a RADWIMPS se apresentou com 40 músicas, sendo dessas 37 canções da própria banda, 1 canção composta por Yojiro Noda ("O Aiko", do cantor Hanaregumi (Takashi Nagazumi)) e 2 canções de outros artistas ("Chōchō Musubi", da cantora Aimer, e "Sayonara Kara" da banda SUPER BUTTER DOG, da qual Takashi Nagazumi (Hanaregumi) era o vocalista).
| Canção                                                                                        | Número de performances |
| --------------------------------------------------------------------------------------------- | ---------------------- |
| AADAAKOODAA (do álbum Ningen Kaika, 2016)                                                     | 21                     |
| Ame no Hi ni Kiku (do álbum Ningen Kaika, 2016)                                               | 21                     |
| Bō Ningen (do álbum Ningen Kaika, 2016)                                                       | 21                     |
| Bring me the morning (do álbum Ningen Kaika, 2016)                                            | 21                     |
| DADA (do álbum Zettai Zetsumei, 2011)                                                         | 21                     |
| Hikari (do álbum Ningen Kaika, 2016)                                                          | 21                     |
| Iron Bible (do álbum Batsu to Maru to Tsumi to, 2013)                                         | 21                     |
| Kimi to Hitsuji to Ao (do álbum Zettai Zetsumei, 2011)                                        | 21                     |
| Kokuhaku (do álbum Ningen Kaika, 2016)                                                        | 21                     |
| Lights go out (do álbum Ningen Kaika, 2016)                                                   | 21                     |
| Masu. (do álbum RADWIMPS 4 ~Okazu no Gohan~, 2006)                                            | 21                     |
| O&O (do álbum Ningen Kaika, 2016)                                                             | 21                     |
| Oshakashama (do álbum Arutokoronī no Teiri, 2009)                                             | 21                     |
| Setsunarensa (do álbum RADWIMPS 4 ~Okazu no Gohan~, 2006)                                     | 21                     |
| Sparkle (da trilha sonora de Kimi no Na wa. e do álbum Ningen Kaika, 2016)                    | 21                     |
| Toaru Haru no Hi (do álbum Ningen Kaika, 2016)                                                | 21                     |
| Yume Tōrō (da trilha sonora de Kimi no Na wa., 2016)                                          | 21                     |
| Zen Zen Zense (da trilha sonora de Kimi no Na wa. e do álbum Ningen Kaika, 2016)              | 21                     |
| Iin desu ka? (do álbum RADWIMPS 4 ~Okazu no Gohan~, 2006)                                     | 20                     |
| Itomori Kōkō (da trilha sonora de Kimi no Na wa., 2016)                                       | 18                     |
| Shūkan Shōnen Janpu (do álbum Ningen Kaika, 2016)                                             | 16                     |
| Nandemonaiya (da trilha sonora de Kimi no Na wa., 2016)                                       | 15                     |
| Dēto 2 (da trilha sonora de Kimi no Na wa., 2016)                                             | 13                     |
| Yūshinron (do álbum RADWIMPS 4 ~Okazu no Gohan~, 2006)                                        | 12                     |
| 05410-(n) (do álbum RADWIMPS 4 ~Okazu no Gohan~, 2006)                                        | 9                      |
| Mitsuha no Tēma (da trilha sonora de Kimi no Na wa., 2016)                                    | 8                      |
| Toremoro (do álbum RADWIMPS 3 ~Mujintō ni Motte Ikiwasureta Ichimai~, 2006)                   | 5                      |
| Kaishin no Ichigeki (do álbum Batsu to Maru to Tsumi to, 2013)                                | 4                      |
| Hyper Ventilation (do single Keitai Denwa, 2010)                                              | 3                      |
| O Aiko (do álbum What are you looking for, de Hanaregumi, 2015)                               | 3                      |
| Chōchō Musubi (do álbum Chōchō Musubi, de Aimer, 2016)                                        | 2                      |
| Saihate Ai ni (do single Saihate Ai ni, 2017)                                                 | 2                      |
| Nijūgoko-me no Senshokutai (do álbum RADWIMPS 3 ~Mujintō ni Motte Ikiwasureta Ichimai~, 2006) | 1                      |
| Futarigoto (do álbum RADWIMPS 4 ~Okazu no Gohan~, 2006)                                       | 1                      |
| Gogatsu no Hae (do álbum Batsu to Maru to Tsumi to, 2013)                                     | 1                      |
| Ofuro Agari No (do single Kigō to Shite/'I' Novel, 2015)                                      | 1                      |
| Order Made (do álbum Arutokoronī no Teiri, 2009)                                              | 1                      |
| Sayonara Kara (do álbum grooblue, de SUPER BUTTER DOG, 2001)                                  | 1                      |
| Shuntō (2016)                                                                                 | 1                      |
| Yume Banchi (do álbum RADWIMPS 4 ~Okazu no Gohan~, 2006)                                      | 1                      |